# Severin, Domsühl
Severin är en ortsteil i kommunen Domsühl i Landkreis Ludwigslust-Parchim i förbundslandet Mecklenburg-Vorpommern i Tyskland. Severin var en kommun fram till 25 maj 2014 när den uppgick i Domsühl. Kommunen Severin hade 293 invånare 2014.